# Dorcadion curtecostatum
Dorcadion curtecostatum är en skalbaggsart som beskrevs av Maurice Pic 1941. Dorcadion curtecostatum ingår i släktet Dorcadion och familjen långhorningar. Inga underarter finns listade i Catalogue of Life.